# Hymenophyllum magellanicum
Hymenophyllum magellanicum là một loài dương xỉ trong họ Hymenophyllaceae. Loài này được Willd. ex Kunze mô tả khoa học đầu tiên năm 1847.